# Pikkelyes pitykegomba
A pikkelyes pitykegomba (Entoloma sodale) a döggombafélék családjába tartozó, Európában és Észak-Amerikában honos, erdőkben, réteken élő, nem ehető gombafaj.

## Megjelenése
A pikkelyes pitykegomba kalapja 1-4 cm széles, eleinte harang alakú vagy tompán kúpos, majd domborúan, idősen laposan kiterül, némileg bemélyedő lesz, közepén egy kis púppal. Színe barna vagy sárgásbarna, a közepén sötétebb. Nem higrofán (kiszáradva nem fakul ki). Felszíne sima vagy szálas, a közepén pikkelykés. Széle fiatalon behajló, később egyenes; mélyen, áttetszően bordás. 
Húsa vékony, színe fehéresszürke, a kalapbőr alatt barnás. Szaga és íze nem jellegzetes vagy kissé lisztes. 
Közepesen sűrű lemezei (néha foggal) tönkhöz nőttek. Színük fiatalon fehér, idősen barnásrózsaszín.
Tönkje 1-6 cm magas és 0,1-0,4 c, vastag. Alakja egyenletesen vastag, hengeres. Színe felül barnás, lejjebb halványszürke vagy -kék. Felszíne a csúcsán hamvas, lejjebb sima vagy kissé szálas. 
Spórapora rózsaszínű. Spórája szögletes, 5-7 csúcsú, mérete 9,5-14 x 9-7 µm. 

### Hasonló fajok
A simatönkű pitykegomba, a kormoslemezű döggomba, a keresztspórás kupakgomba hasonlít hozzá.

## Elterjedése és termőhelye
Európában és Észak-Amerikában honos. 
Hegy- és dombvidéki lomb- és tűlevelű erdőkben, réteken, gyepekben található meg, inkább meszes talajon. Augusztustól novemberig terem.  
Nem ehető.